# Casa Sentís
La Casa Sentís, popularment coneguda com la Casa Gran, és un edifici del municipi de Xerta (Baix Ebre) situat al carrer Major i protegit com a bé cultural d'interès local.

## Descripció
La casa-palau dels Sentís, s'erigia a les finques del carrer Major senyalades posteriorment amb els números 35, 37 i 39. Ocupant el portal núm. 39 actual hi ha un arc de mig punt amb grans dovelles de pedra, que servia d'entrada principal. Aquest forma part d'un mur que tanca el solar on antigament s'eregia el cos central de la casa pairal dels Sentís. A les finques 35 i 39 es conserven parts de l'estructura de l'antiga construcció.
L'edifici, a l'estil de les antigues cases pairals de la zona (com pot ser el cas de la propera casa Ravanals) estava format per planta baixa, pis principal i golfes. Tenia una extensió de més de 500 metres quadrats i la seva planta, vista des de la façana principal del carrer Major, tenia forma de U.
Formava part de la finca original un hort o jardí annex a la part del darrere de la casa amb una extensió de tres jornals i un pou de sínia.
Davant per davant d'aquest trobem l'entrada del pati de Blasco, un arc de mig punt amb grans dovelles. Era l'accés a l'interior de la capella del bisbe Sentís, dedicada a la Immaculada. De l'antic interior encara en resta un dels murs laterals de mamposteria amb una fornícula.

## Història
El primer arc és la resta més rellevant del que fou la casa pairal del bisbe de Barcelona entre els anys 1620-1632. En Joan Sentís i Sunyer, fill de Xerta, arribà a ser a més, virrei de Catalunya des del 1622 fins al 1626.
Popularment se la coneixia com la "casa gran" o també "casa de donya Flora" en record a la senyora Flora Hipòlita Curto de Sentís, descendent de la família Sentís que a principis del segle xviii s'emparentà per matrimoni amb els Comtes de Santa Coloma de Queralt, els quals van ser propietaris de la finca fins a l'any 1883 quan fou adquirida per Joan Brunet Illa (el seu fill  construí la casa Brunet de Tortosa). Aquest últim feu una reforma general a l'edifici que va dividir-lo en diferents habitatges per tal d'arrendar-los. L'any 1910 la propietat va tornar a cambiar de mans.
L'edifici que ja es trobava en un estat deficient va ser danyat parcialment a conseqüència del bombardeig de l'aviació italiana que patí la vila de Xerta l'any 1938 durant la batalla de l'Ebre. Durant la postguerra, els antics propietaris van anar desmantellant  bona part de la construcció per tal de vendre's els materials nobles (bigues de fusta de melis, portes, forja, pedra,...). D'aquesta manera va quedar reduïda a les restes existents en l'actualitat.
La Immaculada fou l'oratori del bisbe Sentís que, segons F. Aliern, fou construït durant la visita que feu durant un mes a Xerta el 1628. Aleshores era virrei de Catalunya i fou el principal mitjancer per tal d'aconseguir la segregació de Xerta del municipi de Tortosa. S'aconsegueix el 1625 però no es fa oficial fins al 1628, quan consagra l'església, recentment ampliada (maig 1628).